# 웨스트미들랜즈

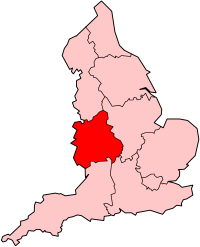
웨스트미들랜즈

웨스트미들랜즈(West Midlands)는 잉글랜드의 지역 중 하나로 면적은 13,000km2, 인구는 5,602,000명(2011년 기준), 인구 밀도는 430명/km2이다.

## 행정 구역
- 헤리퍼드셔주
- 슈롭셔주
  - 텔퍼드 레킨
- 스태퍼드셔주
  - 스토크온트렌트
- 워릭셔주
- 웨스트미들랜즈주
  - 버밍엄
  - 코번트리
  - 더들리 도시 자치구
  - 샌드웰
  - 솔리헐 도시 자치구
  - 월솔 도시 자치구
  - 울버햄프턴
- 우스터셔주